# Краудер (Оклахома)
Краудер (англ. Crowder) — місто (англ. town) в США, в окрузі Піттсбург штату Оклахома. Населення — 306 осіб (2020).

## Географія
Краудер розташований за координатами 35°7′16″ пн. ш. 95°40′38″ зх. д. / 35.12111° пн. ш. 95.67722° зх. д. (35.121080, -95.677242).  За даними Бюро перепису населення США в 2010 році місто мало площу 7,34 км², з яких 5,07 км² — суходіл та 2,27 км² — водойми.

## Демографія
Згідно з переписом 2010 року, у місті мешкало 430 осіб у 174 домогосподарствах у складі 127 родин. Густота населення становила 59 осіб/км².  Було 229 помешкань (31/км²).
Расовий склад населення:
| - 89,1 % — білих - 8,1 % — корінних американців - 0,2 % — вихідців з тихоокеанських островів - 0,2 % — чорних або афроамериканців - 0,2 % — азіатів |

До двох чи більше рас належало 2,1 %. Частка іспаномовних становила 0,9 % від усіх жителів.
За віковим діапазоном населення розподілялося таким чином: 24,7 % — особи молодші 18 років, 56,9 % — особи у віці 18—64 років, 18,4 % — особи у віці 65 років та старші. Медіана віку мешканця становила 41,7 року. На 100 осіб жіночої статі у місті припадало 94,6 чоловіків;  на 100 жінок у віці від 18 років та старших — 86,2 чоловіків також старших 18 років.
Середній дохід на одне домашнє господарство  становив 52 878 доларів США (медіана — 39 643), а середній дохід на одну сім'ю — 61 710 доларів (медіана — 53 438). Медіана доходів становила 51 250 доларів для чоловіків та 35 000 доларів для жінок. За межею бідності перебувало 17,8 % осіб, у тому числі 29,9 % дітей у віці до 18 років та 12,9 % осіб у віці 65 років та старших.
Цивільне працевлаштоване населення становило 139 осіб. Основні галузі зайнятості: роздрібна торгівля — 23,7 %, освіта, охорона здоров'я та соціальна допомога — 20,1 %, публічна адміністрація — 12,9 %, сільське господарство, лісництво, риболовля — 7,9 %.